# Gerunda
|  | Per a altres significats, vegeu «Gerunda (cràter)». |

Gerunda fou la ciutat romana del nord-est de Catalunya anomenada actualment Girona. L'etimologia no n'és clara, però hom ha especulat que podria significar ‘entre l'Undarius’, que és el nom que rep l'actual riu Onyar.

## Fundació de Gerunda
Els primers pobladors en van ser els ibers de la tribu dels indigets, situats als poblats dels punts elevats que envolten i clouen el pla de Girona, com el del congost de l'actual Sant Julià de Ramis, que era el més important. En el si de les guerres de Sertori (82-72 aC), vers el 77 aC Pompeu edificà un oppidum (plaça forta emmurallada) sobre la Via Heraclea (futura Via Augusta) per defensar-la i lluitar contra el sediciós Sertori, de la facció dels populares, que s'havia aixecat en armes a la Hispània romana contra Sul·la, de la facció dels optimates i que controlava el poder a Roma. És aleshores, per aquestes necessitats militars, que els ocupants romans fundaren l'originària Girona, que s'anomenava en aquells moments Gerunda, l'etimologia de la qual encara no s'ha aclarit, per bé que podria significar "entre l'Undarius", nom que rebia en llengua ibera l'actual riu Onyar.
La nova ciutat de Gerunda es nodrí dels antics habitants del poblat de Sant Julià de Ramis que, segons sembla, foren obligats a traslladar-se a l'oppidum gironí. Doncs, la Girona romana s'erigí com a baluard defensiu de l'entrada de la Via Augusta a Hispània i esdevingué un centre important de la regió, amb l'articulació de l'ager romà al voltant de l'urbs gironina. En suma, ambdues unitats formaven la civitas de Girona, la peça essencial i bàsica de l'organització territorial romana. Tot i que Gerunda es trobava a l'interior i allunyada de la costa, disposava d'una bona connexió amb el port romà d'Empúries, primer bastió romà al nord-est peninsular, colonitzat en el si de la Segona Guerra Púnica al costat de l'assentament grec que ja hi existia.

## Estructura urbana, econòmica i política de Gerunda

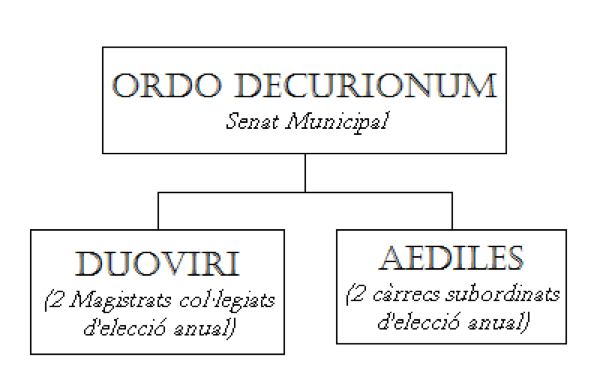
Estructura política de Gerunda

L'estructura de la ciutat de Gerunda era atípica. No seguia les distribucions hipodàmiques estàndards, ni les centuriacions habituals de les urbs romanes. Com que s'aixecava sobre la Via Augusta per motius estrictament militars, la seva planta és totalment irregular. Malgrat tot, es poden entreveure les parts bàsiques de la ciutat romana: el cardo maximus, el fòrum. No s'ha pogut documentar l'existència de cap decumanus maximus. Quant al cardo maximus, aquest se situava sobre la traça de la Via Augusta al seu tram pel dedins de la ciutat, el que en l'actualitat és el carrer de la Força. Quant al forum, aquest se situava a l'actual plaça de la Catedral. El temple de la ciutat molt probablement era on avui s'eleva l'església catedral de Santa Maria de Girona. La distribució de la ciutat sobre terrasses paleofluvials dificultava la mobilitat dins el centre i s'hagueren de transformar tots els decumani (carrers alineats d'est a oest) en escales. La majoria encara es conserven en l'actualitat, amb les reformes i modificacions fetes al llarg dels anys. L'altre gran element de la ciutat era la muralla. Aquesta s'edificà en dues fases: una s'executà en fundar la ciutat i l'altra vers les darreries del segle iii dC. Les diferències morfològiques permeten d'identificar-les fàcilment, atès que empren pedres de composicions i formes distintes. La segona fase s'executà arran de les necessitats defensives que les incursions germàniques a Hispània provocaven. Les muralles no solament s'usaven per a fins militars, sinó que servien per definir els límits de l'urbs (anomenats pomerium) i separar-la de l'ager.

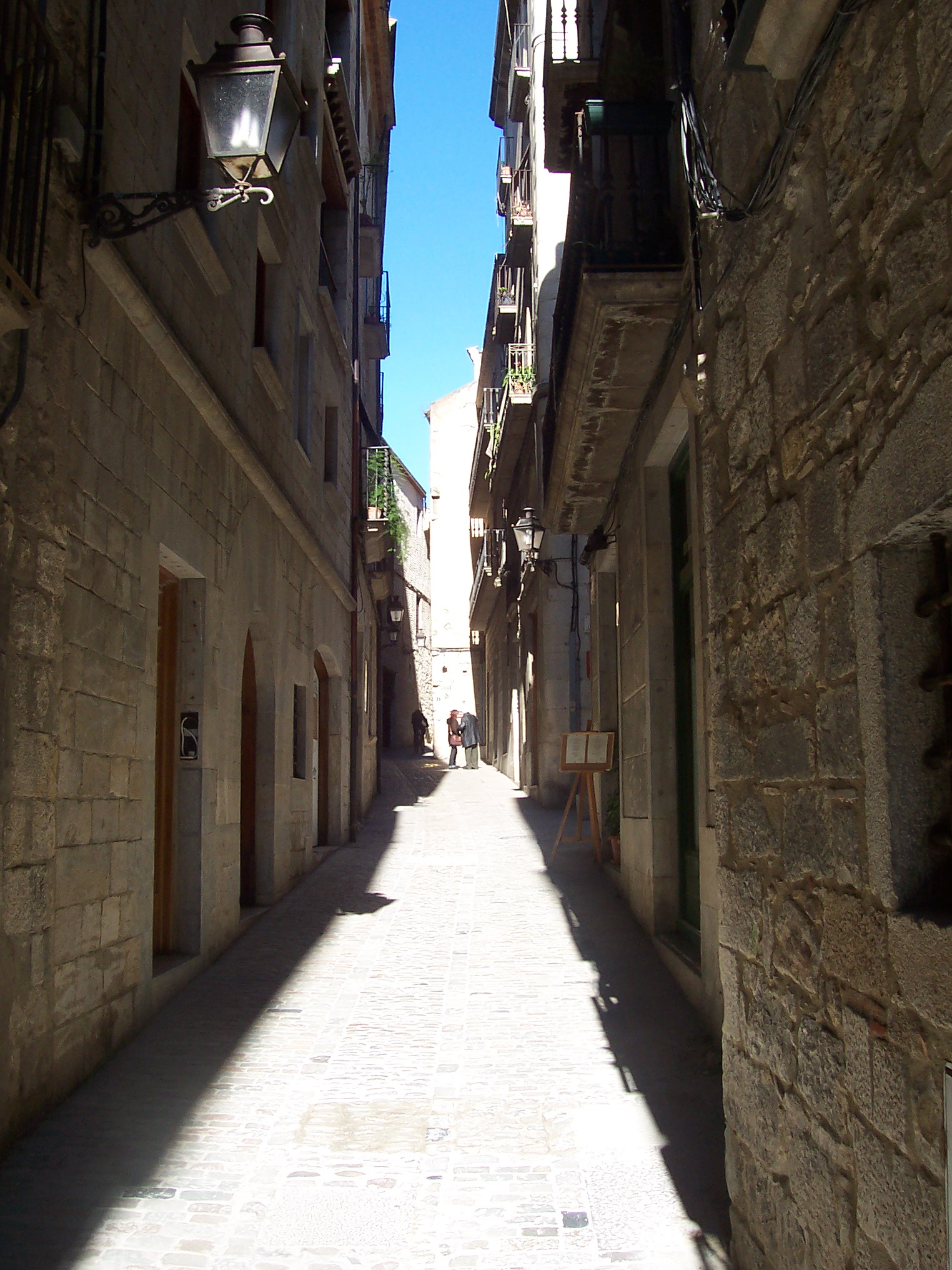
Carrer de la Força, al Call de Girona, antic barri jueu.

L'estructura política de la ciutat seguia els paràmetres estàndards de qualsevol ciutat romana. Cal no oblidar que Gerunda era una ciuitas d'una província llunyana i petita, irrisòria als ulls de Roma. La ciutat es regia probablement pel dret llatí, que no era exactament el mateix que el dret romà. A la pràctica, els habitants lliures de les ciutats de dret llatí disposaven d'una ciutadania més restringida que els habitants de ciutats amb dret romà. El mecanisme per obtenir una ciutadania plena era el cursus honorum, la carrera política o pública. Era per aquest motiu que les magistratures romanes eren cobejades pels ciutadans ambiciosos, per bé que eren càrrecs molt cars, per tal com totes les despeses públiques que eren competència d'una magistratura eren assumides pels fons privats del magistrat de torn. Gerunda, en tant que civitas romana, disposava de les institucions habituals, com l'ordo decurionum (el senat municipal, amb poder legislatiu), el duumvirat (dos magistrats col·legiats amb el poder executiu, d'elecció anual) i l'edilat (dos magistrats subordinats encarregats dels serveis públics de la ciutat). Cal no oblidar d'esmentar els càrrecs religiosos que, en el fons, també eren càrrecs polítics. El centre de la política municipal era l'ordo decurionum.
Finalment, per cloure aquest apartat, hom no pot deixar d'esmentar l'altra part de la civitas de Gerunda: l'ager. Era l'àmbit de producció agrícola i manufacturera on es concentraven les uilae, això és, els centres agricoles i ramaders de proveïment de la ciuitas, la majoria de les vegades, propietat d'hisendats que vivien a l'urbs i delegaven l'administració als seus subordinats (uillicus). A la ciuitas de Gerunda s'hi concentraven activitats de cereal, olivera i vinya, ramat oví, boví i cabrum i una moderada quantitat de bòbiles ceràmiques.

## L'arribada del cristianisme i la fi de la Girona romana
La primer comunitat cristiana de Gerunda apareix documentada vers el 304-305 dC, en el si de les persecucions de l'emperador Dioclecià, en les quals la tradició fa creure que morí en martiri a la ciutat un dels difusors de la religió a la zona, arribat per mitjà de les rutes comercials marítimes: Sant Feliu de Scil·la (Mauritània). Doncs, Sant Feliu es convertí en el primer i únic màrtir de la ciutat i sant primigeni, fins que fou desplaçat per l'apòcrif Sant Narcís, de tradició importada en època alt-medieval. L'erecció d'un martyrium (tomba d'un sant màrtir) a l'actual burg de Sant Feliu i les restes trobades, com les del possible sarcòfag del sant (segle iv dC), palesen l'existència d'una comunitat cristiana primigènia, forta i poderosa (els marbres del sarcòfag són de gran qualitat i fets a Roma per les millors escoles de relleus). Pel que fa a l'existència d'un bisbe, hi ha documentada una referència del 404 dC en la qual es parla del bisbe de Gerunda, reprovat fortament pel I Concili de Toledo. Igualment, hi ha documentada l'existència d'un palau episcopal i una basílica, tot i que l'emplaçament no ha pogut ésser definit.
Girona no s'escapà als esdeveniments: s'embarcà a les reformes de Dioclecià (284 - 305 dC), patí les incursions germàniques (segles IV-V dC) i a la fi veié com el poder romà es desfeia sobre el territori i s'instal·lava un nou poder que, en algunes característiques, seguí unes polítiques de continuïtat. L'únic Poder que no es desfeu i que s'adaptà al canvi fou l'Església, que perdurà i s'expandí durant aquells anys (segles IV-VI dC). Girona continuà existint, conservà el bisbat lligat a la seu metropolitana de Tarragona. A l'ager s'observaren alguns canvis de poblament bruscs que, en alguns casos, poden ésser considerats veres regressions en relació al període romà. El canvi més notable, fou l'erecció en ple segle iii d'un castellum sobre les antigues ruïnes del poblat iber de Sant Julià de Ramis per protegir el pla de Girona i la ciutat dels nombrosos atacs als quals es veié exposat el territori amb la descomposició política i militar de l'Imperi.